# Arvo Turtiainen
Arvo Turtiainen (ur. 16 września 1904 w Helsinkach, zm. 8 października 1980 tamże) – fiński poeta i dziennikarz.
Był członkiem antyfaszystowskiej grupy poetyckiej Kiila (Klin). Tworzył poezje pod wpływem Władimira Majakowskiego i Bertolda Brechta, m.in. Minä paljasjalkainen (Ja - mieszczuch, 1962), a także popularne wiersze o Helsinkach, m.in. Hyvää joulua (Wesołych świąt Bożego Narodzenia, 1967). Poza tym pisał powieści utrzymywane w konwencji socrealizmu i w formie reportażu, m.in. Rautakourat (Żelazne pięści, 1937).